# 日本アイ・ビー・エムデジタルサービス
日本アイ・ビー・エムデジタルサービス株式会社（にほんアイ・ビー・エムデジタルサービス、英: IBM Japan Digital Services Company）は、日本IBMグループのシステムインテグレーター。

## 概要
2007年1月に日本IBMのソリューション系100%子会社を統合し日本アイ・ビー・エム・サービスが発足した。社員数は発足当初は約2300名で、同グループ内で日本IBMに次ぐ最大のグループ会社だった。
2020年7月に同グループの日本アイビーエム・ソリューション・サービス（ISOL)、日本アイ・ビー・エム・ビズインテック（IBIT）と統合し、日本アイ・ビー・エムデジタルサービス（IJDS）となった。
2022年3月31日、同グループである日本アイ・ビー・エム共同ソリューション・サービス（CSOL）、日本アイビーエム中国ソリューション（IGSCH）と合併し、存続会社となることを発表した。
2022年7月1日、上記CSOL、IGSCH 2社と合併。
業務内容は、情報システムの企画・設計・開発・保守・運用にかかわるコンサルティング、技術支援、受託サービスおよびIBM製品を補完するIBM製以外のソフトウェア製品の提供。

## 主なサービス
日本IBMグループの中核会社として、システム・インテグレーションからアウトソーシングまで、高品質のサービスを幅広く提供。
- アプリケーション・サービス(AS)
- アプリケーション・マネージメント・サービス(AMS)
- ERPソリューション・サービス
- SCMソリューション・サービス
- PLMソリューション・サービス
- システム運用管理サービス(ITSO)
- システム基盤構築サービス(ITS)

## 沿革
- 1992年3月 - 日本アイビーエム西部ソリューション株式会社（IGSS） 設立。
- 1992年6月 - 日本アイビーエム中部ソリューション株式会社（IGSC） 設立。
- 1993年7月 - 日本アイビーエム インダストリアル ソリューション株式会社（iiSC） 設立。
- 1993年7月 - 日本アイ・ビー・エム シスネット・サービス株式会社（ISNS） 設立。
- 1993年9月 - 日本アイビーエム情報ソリューション株式会社（GBSC） 設立。
- 1993年9月 - 日本アイ・ ビー・エム西日本ソリューション株式会社（IGSW） 設立。
- 1999年1月 - GBSCから日本アイ・ビー・エム情報ソリューション株式会社（IGSE）にIBM100％子会社として設立。
- 1999年11月 - 日本アイ・ ビー・エム中国ソリューション株式会社（IGSCH） 設立
- 2000年 - 日本アイビーエム・ビジネス・ソリューション株式会社（BSOL） 設立。これは、東洋エンジニアリング（TEC）からテック情報システム株式会社（TISCO）の全発行済株式株を取得し社名変更による。
- 2001年 - 日本アイ・ビー・エム アドバンストソリューション株式会社（A-SOL） 設立。これは、日産コンピュータテクノロジー株式会社、株式会社日産アイ、株式会社日産情報ネットワークの3社が統合し社名変更による。
- 2002年 - IGSE、IGSW、BSOLが日本アイビーエム・ビジネス・ソリューション株式会社（BSOL）として統合。登記上の存続会社はIGSE。
- 2007年 - A-SOL、BSOL、IGSC、IGSS、iiSC、ISNSの6社を統合し、日本アイ・ビー・エム・サービス株式会社（ISC-J） 設立。登記上の存続会社はBSOL
- 2010年3月 - 日本アイビーエム・アプリケーション・ソリューション株式会社（IASC）を統合。
- 2017年10月 - エスアイソリューションズ株式会社（SIS）を統合。
- 2020年7月 - 日本アイビーエム・ソリューション・サービス（ISOL)、日本アイ・ビー・エム・ビズインテック（IBIT）と統合し、日本アイ・ビー・エムデジタルサービス（IJDS）発足。
- 2022年7月 - 日本アイ・ビー・エム共同ソリューション・サービス（CSOL）、日本アイビーエム中国ソリューション（IGSCH）と合併。存続会社となった。